# Marcelo Usabiaga Jáuregui
Marcelo Usabiaga Jauregui (Ordizia, 30 d'octubre de 1916 - Sant Sebastià, 23 de juliol de 2015) va ser un militar republicà i lluitador antifranquista basc.
Era militant del Partit Comunista d'Espanya (PCE); va lluitar en la Guerra Civil Espanyola en defensa de la República als fronts del Nord, Centre i Llevant. Va pertànyer al batalló Rosa Luxemburg del Partit Comunista d'Espanya i a la Columna Ramon Casanellas. Va participar en l'operació guerrillera "Reconquesta d'Espanya" d'octubre de 1944 als Pirineus. Ferit tres vegades, va ser detingut i condemnat a 30 anys de presó. Va passar 21 anys seguits a la presó.

## Joventut
Va néixer a la localitat guipuscoana d'Ordizia. Poc després es trasllada a Baiona (Iparralde), on el seu pare treballava com a transportista. Amb quatre anys, la família s'instal·la a Irun (Guipúscoa), on va residir fins al començament de la Guerra Civil.
Va estudiar Maestro Mercantil a Sant Sebastià, estudis que acaba en 1935. En 1933, amb 17 anys, s'afilia a les Joventuts Comunistes d'Espanya, i entrà a formar part de l'organització local d'Irun, el responsable de la qual era Agapito Domínguez (després afusellat pels franquistes en 1936). Va organitzar la Federació Universitària Escolar (FUE) al seu institut d'Irun i després a l'escola de Sant Sebastià.
Després de la revolució d'octubre de 1934 és empresonat per ajudar a diversos miners asturians a travessar la frontera francesa per escapar de la repressió governamental.

## Guerra civil
L'11 d'agost de 1936, els requetés afusellen a Pikoketa, Oiartzun, al costat d'uns altres 20 joves de 17 a 25 anys, al seu germà Bernardo de 17 anys, fet que el va marcar profundament.
El 18 de juliol de 1936 era a Irun. Allí va realitzar, enquadrat en el grup de les Joventuts Comunistes, diverses accions de guerra en defensa de la ciutat. Quan cau la ciutat, fuig a França i d'allí passa a Barcelona, on s'incorpora a la Columna "Ramon Casanella" amb la qual va marxar al front de Madrid. Després, per mediació de Manuel Cristóbal Errandonea, va arribar a Bilbao, via França, al febrer de 1937, per integrar-se al batalló "Rosa Luxemburg" que ell manava, i tenia la seva caserna al balneari d'Urberuaga en Markina, just en el front estabilitzat a la muntanya Kalamua. Després d'un accident, on perden la vida diversos companys, es fa càrrec de la secció d'agitació i propaganda.
Després de la caiguda del front va passar a Astúries i d'allí a França, on entra per Lorient, i de nou va a Barcelona, on al desembre de 1937 es va integrar en l'arma d'Artilleria Antiaèria o DCA, amb una dotació de 4 canons i 110 soldats, amb la qual va intervenir en la batalla de Terol. Després de passar per diferents fronts, va acabar la guerra en la localitat valenciana de Sagunt, on estava amb la DCA en la defensa d'una fàbrica d'armament.

## Postguerra
En finalitzar la guerra va ser detingut el 10 d'abril de 1939 i acusat de participar en la crema d'Irun i en els afusellaments de 12 persones al Fort de Guadalupe. Aquestes acusacions les va fer Isidoro Navarro, qui havia estat amic de la infància i joventut fins que es va allistar en la Falange Española Tradicionalista y de las JONS, acusacions que van resultar ser falses i van ser avalades pel testimoniatge d'una monja que el va atendre en la Creu Roja per una ferida de bala en les dates en què es van cometre aquests fets. Va ser condemnat a 30 anys de presó i portat a la presó Model de València, en la qual va romandre una temporada en la secció de condemnats a mort. En aquesta presó va passar gana i va sofrir pallisses i càstigs.
Després de passar per la presó de Sant Miquel dels Reis, és traslladat en 1942 a la presó donostiarra d'Ondarreta. Des d'allí va realitzar treballs forçats en la reconstrucció de Sant Sebastià, participant en la construcció de l'Avinguda de Tolosa.
El 15 d'agost de 1943 és traslladat al Destacament Penal d'Arrona, a Zestoa, que depenia de la presó d'Ondarreta, on va ser assignat a tasques administratives. Al destacament penitenciari se li havia encomanat construir una línia de transport per una cimentera que servia part de la seva producció a Alemanya; per això va organitzar una sèrie d'accions tendents a provocar avaries i petits sabotatges, la qual cosa el va obligar, davant la imminència de la repressió, a fugir.
El setembre del 1944, juntament amb quatre companys, va escapar del penal d'Arrona i es va refugiar a França, on va ser detingut i internat en un camp de concentració instal·lat a Hendaia (en les instal·lacions que van servir de base a la Divisió Blava abans de partir cap al front de l'est per lluitar amb els nazis contra l'Exèrcit Roig). Allí és reclutat per un grup de guerrillers de la "Unió Nacional" al comandament de Pepito Gómez "Esparza", oriünd d'Irun i conegut d'Usabiaga. Esparza era l'instructor militar de la divisió manada per Valledor. A Pau, on estava instal·lat l'Estat Major dels guerrillers espanyols, li van demanar informació sobre la situació a Espanya i a l'octubre van organitzar l'operació guerrillera "Reconquesta d'Espanya", dins de la qual es duria a terme una incursió de diversos grups de guerrillers per diferents punts del Pirineus amb la intenció de mantenir activa la lluita contra Franco amb l'esperança que, una vegada vençuda Alemanya, els aliats alliberessin Espanya.
Es va integrar en la X Brigada de Guerrillers Espanyols a les ordres de Vicuña. Va efectuar una acció a l'interior de Navarra en labors d'informació. Després del fracàs del primer intent, el Partit Comunista va decidir canviar de tàctica, organitzant la incursió amb petits grups autònoms. Aleshores es va incorporar en un grup amb la missió d'entrar al País Basc, arribar a Sant Sebastià amb la finalitat de buscar punts per organitzar una ruta a través de Biscaia fins a Santander. En paral·lel es va manar un altre grup en el qual figurava l'eibarrès Víctor Lecumberri Arana. Van realitzar l'acció al novembre. El 18 de novembre de 1944, el grup va arribar a la platja dels Frailes d'Hondarribia i es va internar a la muntanya. Van amagar les armes; un membre del grup va perdre un carregador d'una de les metralletes Sten. Van passar la nit a Irun i van anar a Sant Sebatián, on van tenir problemes per trobar allotjament, ja que va fallar el que hi havia previst José Aguilar, el responsable d'organització a la ciutat. A Sant Sebastià hagueren d'esperar una cita amb "Beñak", que ha de portar-los les armes des d'Hondarribia. Decideixen anar a casa de Ponciano Domínguez, un oncle de Regino González que formava part de l'operatiu, qui els acull per raons de parentiu. Es posen en contacte amb Beñak, qui els informa que la Guàrdia Civil sospita alguna cosa per haver-se trobat el carregador perdut. El grup decideix marxar a Bilbao per comprovar-hi les possibilitats i veure si es pot comptar amb punts de suport.
La policia, sota el comandament de l'inspector Melitón Manzanas, irromp en el pis on estan amagats i els deté a tots. El mateix ocorre amb el segon grup que ja havia arribat a Sant Sebastià. Com ja havien tingut molts contactes amb els col·laboradors de Vitòria, Eibar, Ormaiztegi i Zumarraga, les detencions s'estenen i són molt nombroses. El 6 de juliol de 1945 es du a terme en les casernes de Loiola a Sant Sebastià el judici als detinguts en aquesta operació. Hi ha més de 40 implicats en l'expedient. Condemnen a mort a Pedro Barroso Segovia, José González Suárez, Regino González Moro, Esteban Huerga Guerrero i Javier Lapeira Martínez. Només serà executat Pedro Barroso. Marcelo Usabiaga és condemnat a vint anys i un dia de reclusió major.
A Burgos es va encarregar d'escriure els missatges que sortien de presó cap al partit en l'exterior. Ho feia amb una lletra tan petita que calia una lupa per llegir-los. El juliol de 1960 es va casar amb Bittori Bárcena, la seva promesa, i va començar a treballar a Aceros Orbegozo, d'Hernani (Guipúscoa).
Marcelo Usabiaga va morir en el matí del 23 de juliol de 2015, als 98 anys, víctima d'un virus hospitalari, a l'Hospital Donostia de Sant Sebastià.